# Pila ampullacea
Pila ampullacea е вид охлюв от семейство Ampullariidae. Видът не е застрашен от изчезване.

## Разпространение
Разпространен е в Бангладеш, Виетнам, Индия (Керала), Индонезия (Калимантан, Сулавеси и Ява), Камбоджа, Лаос, Малайзия (Западна Малайзия), Мианмар, Сингапур, Тайланд и Филипини.